# 1745

## أحداث
- تأسيس مدينة لوفيسا وتقع حاليا في فنلندا.
- حصار لويسبورغ في الفترة ما بين 11 مايو و28 يونيو.
- نهاية الحرب السيليزية الثانية في 1745 والتي بدأت في 1744.
- 4 يونيو - فريدرش العظيم يهزم الجيش النمساوي في معركة هوهنفريدبرغ

## مواليد
- ألساندرو فولتا
- المعلم يعقوب
- كاليب سترونغ

## وفيات
- أحمد القرمانلي
- جوناثان سويفت
- روبرت والبول
- بطرس التولاوي